# ゴメ島
ゴメ島（ごめじま）は、北海道枝幸郡枝幸町に属する無人島。同町音標（おとしべ）の海岸から北東方約500メートル沖合に位置する離島であり、漁港がある音標岬からは直線距離にして約1キロメートル離れている。島名の「ゴメ」は日本語の北海道方言でカモメを意味し(一般的には「カモメ科の鳥の総称」だが、地域や文脈により「特定の種のみ(特にオオセグロカモメ)」を指す場合がある)、ウミネコやオオセグロカモメの繁殖地であることから町指定文化財の天然記念物となっている。また音標ゴメ島遺跡が存在する。

## 概要
周囲約1キロメートルの島であり、朝日新聞の記事では「学校の体育館ほどの広さ」と表現されている。島の上面は8メートルほどの高さであり、比較的平坦な地形となっている。島の沿岸のうち北西から北東にかけては浸食によって複雑に湾入しているため、上空から見ると「E」字形になっている。一方南西側の沿岸は切り立った崖になっている。『環境脆弱性指標図』では、島の沿岸のうち北西側を開放性海域の「崖・急斜面」とし、それ以外を「平坦な磯」に分類している。
全域が安山岩で形成された島であり、北東側沿岸では柱状節理が多く見られる。江戸時代に蝦夷地を探査した松浦武四郎の著書『再航蝦夷日誌』では、島に小さな草が生えているとしている。しかし2007年に行われた調査では、数年前まで島に繁茂していたイタドリなどの植物はほとんどが枯死して土壌が剥き出しの状態になっていることが判明しており、海鳥繁殖数の増加が原因と考えられている。その後の2018年9月に音標岬を訪れた『幻島図鑑』の著者清水浩史は、ゴメ島について「澄んだオホーツクの海にぽこっと浮かぶ、灌木の緑が映える美しい島」であるとしている。
島内にはかつて水場が存在していたという。また海難事故が続いた際、島の北側にある「深い入り江」に「龍神様」を沈めたという言い伝えもある。島の平坦面の中央付近に「元標 鰊定334」と刻まれた石製の標識が残されており、かつてニシン漁の定置網を用いる際に利用されていたものと推測されている。
前述した松浦の著書『西蝦夷日誌』では、カモメが多くいる島とされている。太平洋戦争中から終戦直後にかけては肥料として用いられる鳥糞の大規模な採取が行われており、専用の桟橋が設けられた時期もあったという。1971年3月30日には海鳥の繁殖地として枝幸町の天然記念物に指定された。

## 文献における言及

### 近世
天明8年（1788年）の『西蝦夷地分間』では、「ヲチシベ」と「イタヱサシ」の間に「ヲチシベモシリホ々」として島が描かれている。寛政9年（1797年）成立の『蝦夷巡覧筆記』では、「トンナヱウシ」の「三町ハカリ沖」に「平岩島」があるとの記述が見え、同10年（1798年）の『自高島至斜里沿岸二十三図』では、「トンナイウシ」の沖にある「平岩島」の名称を「モシリホ」としている。
文化13年（1816年）成立の『松前蝦夷地島図』では「ヲチシヘ」の沖に島を記しており、文政4年（1821年）成立の『大日本沿海輿地全図』では「ヲチシベ島」として描かれている。また天保2年（1831年）に今井八九郎の調査によって作成された『蝦夷東西地里数書入地図』では、「ヲチシヘモシリ」が描かれている。しかしのちに今井が作成した『北海道測量原図』では、「チヱシチシ」（原文ママ）という異なる名称で記載されている。
弘化3年（1846年）に松浦武四郎が著した『再航蝦夷日誌』では、「チヱキチシ」（原文ママ）という名称で記されており、「廻り」は5町ないしは6町ほどで小さな草が生えているとする。また海岸にはアワビやナマコが多くおり、「トンナイウシ」のアイヌはそれらを採集して干物にするとある。そして昔は島に「人家」が存在したとの言い伝えがあるとしている。安政3年（1856年）の調査をまとめた『廻浦日記』では、「トイナイ」の沖に小島があり「廻り」は2町ないしは3町ほどで樹木はないとしている。しかし安政5年（1858年）の「手控」では、島の名称を「ヲチシベイソ」としている。また「トンナイウシ」という地名について、「むかし此前の島より此処まで弓を弾（）し事有」という語源説を記録している。
松浦のほかの著作では、安政6年（1859年）に刊行された『東西蝦夷山川地理取調図』において「チエシキシ」（原文ママ）という名称で島が描かれており、また著書『西蝦夷日誌』では「トンナイウシモシリ」について言及しており、「周十二丁」の島でカモメが多く「周廻皆岩石のみ」であるとしている。そして『東西蝦夷場所境調書』では、ソウヤ場所とモンベツ場所の境目はかつて「トンナイウシの島を向ふに見る処」にあったとする。
嘉永7年（1854年）の村垣範正による蝦夷地巡視の際、同行した尾張屋番頭忠蔵の日記である『蝦夷紀行』では、「トンナ井ウシ」の「六七丁沖」に「周廻三丁斗」の岩があるとしている。安政4年（1857年）に堀利煕と蝦夷地を調査した玉虫左太夫の著書『入北記』では、「ホロナイ」から1里半ほど離れた場所に小島があり、海岸からは10町ほど離れているとする。第二次幕領期の記述が見える『宗谷領古地図』では、「オツシヘモシリ」として島が描かれている。

### 近代
松本十郎が著した明治4年（1871年）の調査記録である『北見州経験誌』では、「ヲチシベモシリ」は周囲2町くらいの小島であると記している。同5年（1872年）の佐藤正克による調査記録『闢幽日記』では、「トイナヰ」の海中に「巨巌」が見えるとの記述がある。佐藤正克文書の『北見国宗谷郡より斜里郡迄絵図』では、「カビウモシリ」として島が記されているほか、同文書の『宗谷郡境字ヤムワッカルより紋別郡境字トンナイウシ迄の図』においても「カヒウモシリ」が見え、「周廻五丁程陸ヨリ拾一丁沖ニ有」としている。カピウ（kapiw）はアイヌ語でカモメを意味する。
1874年に現地を調査したライマンは、海浜より4半マイルあまり離れた所に濃灰色の小島があるとしている。北海道庁水産課による『北見国枝幸郡礼文村鮭鰊建網場実測図』（1888年10月調査）では、「トンナイウス島」として記録されており「一名ゴミ島」とある。1890年に北海道を訪れたA.S.ランドーは、ポロナイから数マイル離れた所に岬があり、1マイルの距離に"Chuskin"（原文ママ）という小さな島があるとしている。
1891年刊行の『北海道蝦夷語地名解』では「モシリ」として見え、海中にある孤島で「鴨卵」（原文ママ、鴨は鴎の誤植か）が多いとしている。1893年製版の輯製図では「モセリ島」とある。1896年発行の『北海道地形図』では「ポンモシリ」として記載されている。1898年刊行の『日本水路誌』では、「モヒリ島」（原文ママ）について幌内の北西3里ないし4里の所に存在し、海岸からは約1里の距離に位置するとしている。
1909年刊行の『大日本地名辞書 続編』では、「トイ川（）の海上に岩嶼ありエタンネット埼に対す」との記述が見える。1930年発行の海図では「小島」と表記されているが英字表記は"Pommosiri"となっている。1945年製版の地図では「ゴミ島」と表記されている。
現在は弁天島や海馬島などとともに、日本の排他的経済水域の外縁を決める島の一つとなっている。

## 遺跡
音標ゴメ島遺跡では2007年に試掘調査が行われ、2008年に埋蔵文化財包蔵地として登記された。続縄文時代からオホーツク文化期にかけての遺跡である。オホーツクミュージアムえさしの館長高畠孝宗は、調査の際「足元にオホーツク人が使った土器片がごろごろあって驚嘆した」と述べている。
遺構としては、続縄文時代のものと見られる焼土と柱穴が検出されており、オホーツク文化期の竪穴建物跡の壁の可能性がある落ち込みも確認されている。また遺物としては、メクマ式や北大式に相当する続縄文土器も出土しているが、オホーツク文化期中期後半の沈線文系土器群および後期の貼付浮文系土器群が大部分を占めている。出土した石器の大部分もオホーツク文化期のものと見られるが、一部は続縄文時代のものとされる。
調査では黒曜石の原石や石錘も収集されていることから、オホーツク人の狩猟・漁撈拠点として利用されていたと推定され、また道東へと進出するオホーツク人の重要な拠点であったとも考えられている。なお周辺地域では、音標岬の基部段丘上に音標岬遺跡が存在しており、刻文期から沈線文期のオホーツク式土器が確認されている。